# Всероссийские дистанционные эвристические олимпиады
Всероссийские дистанционные эвристические олимпиады — проводятся в сети Интернет с 1997 года Центром дистанционного образования «Эйдос» под эгидой Российской академии образования.
В олимпиадах участвуют школьники 1—11 классов, студенты, взрослые. Участники и организаторы олимпиад удалены друг от друга, находятся в разных городах и странах. Участие в олимпиадах происходит с помощью электронной почты, а также ресурсов и технологий сети Интернет. Общее число участников проведённых олимпиад превышает 200 тыс. человек.

## История
Впервые эвристическая олимпиада в очной форме проведена в марте 1996 года в Школе свободного развития (г. Ногинск Московской обл.). В ней участвовало 19 учащихся 1—6 классов. Олимпиада была метапредметная и состояла из 8 заданий-номинаций «Образ», «Идея», «Закономерность», «Задача», «Знак», «Опыт», «Сочинение», «Конструкция».
28 мая 1996 года проведена Межшкольная эвристическая олимпиада, в которой очно участвовали ученики двух негосударственных школ — Школы свободного развития (г. Ногинск) и Школы индивидуального развития «Мыслитель» (г. Москва).
20—21 февраля 1997 года впервые проведена дистанционная эвристическая олимпиада. В ней приняло участие 167 школьников из России, с Украины, из США, Великобритании, Норвегии. 31 участник представили свои работы на английском языке, остальные были выполнены на русском. Россию представляли школьники из Москвы, Омска, Барнаула, Пскова, Тольятти, Владивостока, Обнинска, Нальчика, Ногинска, Уфы, Черноголовки. Олимпиада проводилась по двум возрастным группам: 6—9 лет и 10—13 лет.
9—12 марта 1998 года проведена вторая дистанционная эвристическая олимпиада, в которой участвовали школьников из России, с Украины и из США (города Бийск, Владивосток, Дубна, Калуга, Миасс, Москва, п. Научный Крым, Новосибирск, Обнинск, Пятигорск, п. Понтонный, п. Металлострой, Колпино С-Петербурга, Тольятти, п. Тюменский Краснодарского края, п. Черноголовка Московской обл.; Minneapolis, MN, USA; Cincinnati, Ohio, USA). Олимпиада проводилась по трём возрастным группам: младшей (6—9 лет), средней (10—14 лет) и старшей (14—16 лет). Задания олимпиады были метапредметными.
Начиная с 1999 года стали проводиться Всероссийские дистанционные эвристические олимпиады по отдельным предметам: физике, математике, английскому языку. Затем количество предметов, по которым проводились дистанционные эвристические олимпиады, стало возрастать.
С 2006 года введены новые формы Всероссийских дистанционных эвристических олимпиад: олимпиады-исследования, SMS-олимпиады.

## Концепция эвристических олимпиад
Цель дистанционных эвристических олимпиад — выявление и развитие творческих способностей участников. В эвристических олимпиадах могут участвовать школьники с любым уровнем подготовки. От них требуется создание собственного результата — образовательного продукта.
Задания в эвристических олимпиадах открытые, без заранее известных ответов. Для выполнения заданий требуется проявить индивидуальность, уникальность, самобытность. Жюри оценивает оригинальность, аргументированность, мировоззренческую глубину предлагаемых гипотез, проектов, моделей, сочинений.
Задания ориентируют участников на выявление смысла окружающих явлений и самопознание. Задания распределяются по отдельным номинациям, таким, как: «Идея», «Образ», «Слово», «Закономерность», «Символ», «Эксперимент», «Конструкция» и др. Вся олимпиада состоит из 4-5 заданий для каждой возрастной группы. Возрастные группы: 1—2, 3—5, 6—7, 8—9, 10—11 классы; студенты; взрослые.

### Типы Всероссийских дистанционных эвристических олимпиад
1. Предметные эвристические олимпиады — предлагаются задания по фундаментальным темам традиционных учебных предметов.
2. Метапредметные эвристические олимпиады — олимпиады, ориентированные на изучение глубинных основ мироздания.
3. Олимпиады, включающие в себя задания определённого типа: исследования, задачи, сочинения, стихи, путешествия, игры и т. д.

### Тематика олимпиад
Всероссийские дистанционные эвристические олимпиады проводятся по следующим предметам: алгебра и начала анализа, английский язык, астрономия («Тайны вселенной»), биология, веб-дизайн, география, геометрия, естествознание, журналистика, информатика, история, компьютерная грамотность и программирование, компьютерная графика, краеведение, литература, математика, международная профильная (метапредметная) олимпиада, мировая художественная культура, немецкий язык, обществоведение, основы безопасности жизнедеятельности, педагогика, психология, русский язык, сочинительство (русский язык), сочинительство (английский язык), страноведение (английский язык), технология, физика, физкультура и спорт, философия, французский язык, химия, экология, экономика и бизнес, юмористическая олимпиада.
Олимпиады по математике, физике, информатике и др. проводятся в нескольких формах: исследования, задачи, игры и др.
Всего проводится около 80 олимпиад в год. В каждой олимпиаде принимает участие от 100 до 4000 человек и более.

### Критерии оценки олимпиадных работ
Общие критерии:
- оригинальность предлагаемого ответа, непохожесть на остальные ответы и известные сведения,
- мировоззренческая глубина и обоснованность ответа,
- нестандартность использованных способов решения,
- степень творческой самореализации.

Кроме общих критериев применяются предметные критерии оценки работ, а также критерии, относящиеся к конкретному типу задания.
Каждое выполненное задание оценивается по 10-балльной шкале:
- 10 баллов — получают самые лучшие ответы, обычно таких не более 2—3 %.
- 8—9 баллов — выставляются за очень хорошие ответы.
- 7 баллов — ставится за работы, которые могут претендовать на звание лауреата олимпиады.
- 6 баллов и ниже — за остальные ответы.

По сумме набранных баллов составляется рейтинг всех участников олимпиады по каждой возрастной группе отдельно.

### Примеры олимпиадных заданий
- Эвристическая олимпиада по математике. Задание «ЗАКОНОМЕРНОСТЬ»: «Составьте периодическую таблицу геометрических элементов. Сформулируйте и запишите положенные вами в основу таблицы признаки периодичности».
- Эвристическая олимпиада по русскому языку. Задание «БУКВЫ»: «Много лет назад из русского языка исчезли буквы „кси“, „пси“, „фита“, „ять“. Как вы думаете, почему это произошло? Какие буквы, по-вашему, могут исчезнуть в ближайшие 500 лет, обоснуйте свой ответ».
- Эвристическая олимпиада по литературе. Задание «ВКУС КНИГИ»: Составьте каталог книг на разные вкусы: «кислые» книги, «солёные», «сладкие» и т. п. В каждом разделе приведите по 1-2 названия книг и их авторов. Обоснуйте, почему именно эти книги вы отнесли к данному разделу.

### Слоган эвристических олимпиад
- Не бойся необычных идей и «сумасшедших» ответов!
- Будь смелее и раскованнее в своих мыслях и фантазиях!
- Помни, ты талантлив и способен на гениальные открытия!

## Награды, гранты
- Дистанционные эвристические олимпиады удостоены Премии «Интернить’2005» в номинации «Акция года».
- РГНФ выделил грант на исследования по теме «Педагогические основы творческой самореализации учащихся общеобразовательных школ в системе дистанционных эвристических олимпиад» (2006—2007 гг.).

## Публикации
- Инновации в образовании. Дистанционные эвристические олимпиады: сб. науч. тр. / под ред. А. В. Хуторского. — М.: ЭЛИТ-ПОЛИГРАФ, 2008. — 344 с.
- Дистанционные проекты и олимпиады Центра «Эйдос» — Статья в журнале «Компьютер в школе». — 1999. — № 1.
- Помни, ты способен на гениальные открытия! — Статья в газете «Первое сентября», 2000.
- Пахолкова И. Ю., Александрова О. С. «Глагол передвигается на тонких ножках…» — Из опыта участия в дистанционных эвристических олимпиадах, 2004.
- Доманский Е. В. Эврика, или как преодолеть отчуждение от собственного образования с помощью дистанционных олимпиад — Статья в Интернет-журнале «Эйдос». — 2004. — 5 сентября.
- Шерстова Е. В. Эвристические задания и их результат (на примере дистанционной олимпиады по русскому языку 2005 г.)
- Красников А. А. Дистанционная эвристическая олимпиада по предмету «физическая культура» // Интернет-журнал «Эйдос». — 2001. — 20 мая.
- Андрианова Г. А., Хуторской А. В., Кулешова Г. М. Дистанционные эвристические олимпиады в начальном, основном и профильном обучении // Смыслы и цели образования: инновационный аспект. Сб. науч. трудов / Под ред. А. В. Хуторского. — М.: Научно-внедренческое предприятие «ИНЭК», 2007. — С.250-261.
- Землянская Е. Дистанционные эвристические олимпиады по экономике // Экономика в школе. — 2002. — № 3. — С.87-92.
- Хуторской А. В. «Кружкой можно любоваться». Эвристическая олимпиада: как её подготовить и провести // Учительская газета. — 1996. — № 35 (03.09). — С. 8.